# Рокаччу, Иван
Иван Ро́каччу (карел. Rokačču; около 1560 года, деревня Тикша (ныне поселок Ти́кша (карел. Tiikši) Муезерский район, Карелия) — около 1615 года, там же) — карельский крестьянин, предводитель партизанского движения, противостоявшего шведской оккупации северной Карелии на рубеже XVI—XVII веков.

## Биография
В дозорной книге Лопских погостов 1597 года среди «волостных лучших людей», принимавших участие вместе с московским дьяком Дмитрием Алябьевым и подьячим Григорием Кобелевым в составлении этой дозорной книги, назван «волостной человек» Ругозерского погоста Иван Степанов Рогач. В самой дозорной книге указано, что Иван Рогач проживает в своём дворе в волостке Тикша.
Современные историки отождествляют Ивана Степанова Рогача с легендарным партизанским командиром, народным героем — Иваном Рокаччу (Рогаччу), погибшим в бою со шведским отрядом.
Похоронен в родном селе Тикша. Его могила сохранилась и стала объектом туристского паломничества. Сосна, росшая на могиле народного героя считалась «святой», на ствол повязывались расшитые полотенца.
В 1950 году этнограф А. М. Линевский произвёл археологическое изучение могилы Ивана Рокаччу. В могиле был обнаружен костяк мужчины, а также два женских и два детских скелета со следами насильственной смерти. Вероятно, что семья героя была уничтожена оккупантами. Известный антрополог М. М. Герасимов по черепу восстановил облик И. Рокаччу. Этот бюст находится в Национальном музее Республики Карелия.

## Память
25 января 2021 года в карельской столице — городе Петрозаводске одной из улиц присвоено имя Рокаччу.